# Константиново (Варненська область)
Константи́ново (болг. Константиново) — село у Варненській області Болгарії. Входить до складу общини Варна.

## Населення
За даними перепису населення 2011 року у селі проживали 1570 осіб.
Національний склад населення села:
| Національність   | Кількість осіб | Відсоток |
| ---------------- | -------------- | -------- |
| болгари          | 1370           | 98,0%    |
| цигани           | 0              | 0%       |
| інша             | 20             | 1,4%     |
| Всього відповіли | 1398           |          |

Розподіл населення за віком у 2011 році:
Динаміка населення: